# Ricardo Torres Origel
Ricardo Torres Origel (1956-2016)  foi um político mexicano, membro do Partido da Ação Nacional, tendo sido senador plurinominal para o período de 2006 a 2012 e vice-presidente da Mesa Diretiva do Senado da República.
Ricardo Torres Origel era desempenhado nos cargos de secretário general de governo de Guanajuato, durante o governo de Juan Carlos Romero Hicks, deputado federal pela LVIII legislatura de 2000 a 2003 e senador a partir de 2006, sendo vice-presidente pela Ação Nacional.